# Pontificia Universidad Urbaniana
La Pontificia Universidad Urbaniana es una institución de enseñanza superior de la Iglesia católica y está especializada en la formación del clero misionero y estudiantes en territorios en misión o en las jóvenes iglesias, con sede en Roma.

## Historia
La Universidad Urbaniana tiene sus orígenes en el Colegio misionero de la Propaganda Fide, fundada en 1624 por el sacerdote español Juan Bautista Vives y Marjá, en colaboración con otros miembros del movimiento misionero de la Iglesia de Roma, incluyendo a San Juan Leonardi. Su objetivo era por un lado, capacitar misioneros seglares, en plena comunión con los cristianos apostólicos romanos, las iglesias protestantes y ortodoxas y, por otro lado, estudiar las lenguas y culturas de los pueblos del mundo.
El colegio estaba localizado en el antiguo palacio Ferratini, en la Plaza de España, y la educación de los estudiantes fue confiada a los Teatinos del clero regular. La facultad fue elevada a la categoría de una universidad pontificia por el papa Urbano VIII con la bula Immortalis Dei Filius del 1 de agosto de 1627, obteniendo así todos los privilegios y exenciones que ya disfrutaban el Archiginnasio di Roma (la actual "Universidad de Roma "La Sapienza"") y por la facultad de conferir grados de doctorado en filosofía y teología; en honor del Papa, la universidad fue llamada Colegio Urbano.
El 2 de noviembre de 1926, el Papa Pío XI cambió el Colegio al Janículo, y en 1933 fue inaugurada la nueva sede especialmente construida y para la ocasión también fue erigido el Instituto Misionero, que le fue dado el poder de conceder títulos académicos en las disciplinas de misiología y derecho (en 1986, el Instituto fue dividido dando origen a la Facultad de Derecho Canónico y Misiología).